# 桃園國際機場福德宮
25°05′04″N 121°11′41″E / 25.084573°N 121.194589°E
桃園國際機場福德宮，是位於臺灣桃園市大園區圳頭里的土地祠，合祀因興建桃園國際機場而被迫拆遷的三十六尊土地神。

## 沿革
1975年，桃園國際機場建立，徵收竹圍、海口、后厝、圳頭、埔心、大海、三石、菓林等村土地，共遷出三十六尊土地公。該年12月，大園鄉圳頭村8鄰江姓村民提供自家土地並募款興建3坪大的小廟收留這些神像。
近三十年後，小廟日漸老舊，加上廟後方為新街溪，村民認為「背有斷崖」的風水對神不敬，於是在2004年向桃園民航站以航空噪音防制經費名義，要求補助新台幣410萬元蓋新廟。對此，噪音防制小組表示無明文規定補助可設置不動產，請大園鄉公所先覓地，之後又求信眾改以社團法人名義申請。集資百萬元購地的村民，先捐錢給已立案的圳頭福忠宮，再由福忠宮管理委員會名義申請。在信眾以社團法人名義申請後，桃園民航站卻又說經費有適法疑慮，要報請民航局釋疑方能辦理。村民氣結，遂揚言把神像送回機場航廈安座。
自2004年開始，大園鄉公所為了遷建福德祠與桃園航空站多次協調，前後共七次都無達成共識，後來桃園縣立法委員郭榮宗居中協調，與民航局長張國政、桃園航空站主任李燦煌、圳頭村村長卓榮騰及數名鄰長參加協調會才有共識。民航局同意遷建新廟的經費，先由鄉公所從機場回饋金中先墊付470多萬。
2008年初，民航局同意以回饋金名義補助總建廟經費6成的488萬餘元，但工程發包期間遇到建材大漲，第三次才標出去。新廟址依然在圳頭村8鄰。該年11月23日，佔地30多坪的新廟舉行安座儀式。村民擲筊將三十六尊神像「合體」為一尊大土地公神像鎮殿、以及各一尊較小的土地公、土地婆神像做代表。為突顯安置早年桃園機場土地公神的特色，還選用了「桃園茂盛乃鍾靈地脈」、「機場暢達緣仰仗神庥」對聯。桃機公司、機場廠商、空姐、地勤等人員也會到濱海路上的此廟祭祀。圳頭村村長卓榮騰表示取名為「桃園國際機場福德宮」，可能是全國唯一用機場命名的土地公廟，突顯安置早年桃園機場土地公神的特色。
隨著桃園航空城推動，圳頭村部分土地再劃入機場第三跑道計畫，村內還有四間土地廟面臨要遷移。因公共工程而集中供奉的還有永和山福德祠、十三伯公福佑宮等。圳頭村民希望比照青埔高鐵區模式，也讓四尊土地公「合體」，合併一間福德宮，並由政府提供周邊公園、綠地地點安置，保存當地歷史民俗。
2018年1月3日，桃園市議員徐其萬表示，為讓眾人知道此廟所在，桃園機場總經理蕭登科已允諾協助新建水泥材料的牌樓，並由桃園機場公司出資興建彩繪牌樓。